# Pointe Blanche (Alpes pennines)
Pour les articles homonymes, voir Pointe Blanche.
La pointe Blanche est un sommet des Alpes pennines culminant à 3 917 ou 3 918 m d'altitude situé à l'ouest du Cervin, à la frontière entre l'Italie et la Suisse.

## Géographie
La pointe Blanche est située à l'est de la dent d'Hérens et à l'ouest de la pointe Carrel.

## Accès
Du côté italien, l'accès au sommet s'effectue à travers le bivouac Novella (3 520 m), à partir du Breuil ou du refuge Duc des Abruzzes à l'Oriondé.